# 139
| 139                |
| ------------------ |
| Dødsfald - Fødsler |
|                    |

| Gregoriansk kalender | 139 CXXXIX              |
| Ab urbe condita      | 892                     |
| Armensk kalender     | I/T                     |
| Kinesiske kalender   | 2835 – 2836 戊寅 – 己卯 |
| Etiopisk kalender    | 131 – 132               |
| Jødisk kalender      | 3899 – 3900             |
| Hindukalendere       |                         |
| - Vikram Samvat      | 194 – 195               |
| - Shaka Samvat       | 61 – 62                 |
| - Kali Yuga          | 3240 – 3241             |
| Iransk kalender      | 483 BP – 482 BP         |
| Islamisk kalender    | 498 BH – 497 BH         |

Se også 139 (tal)

## Begivenheder
- Marcus Aurelius bliver cæsar.
- Engelsborg bliver færdigbygget som mausoleum for Caracalla.

## Født
- Dǒng Zhuō – kinesisk general

## Dødsfald
- Zhang Heng, kinesisk matematiker, astronom o.m.a.